# Quero É Viver
Quero é Viver é uma telenovela portuguesa produzida pela Plural Entertainment, transmitida pela TVI de 3 de janeiro de 2022 a 18 de março de 2023, em 322 episódios, substituindo meses mais tarde Bem me Quer e sendo substituída por Queridos Papás. É produzida pela Plural Entertainment. Trata-se da adaptação do original chileno Casa de Muñecos e foi adaptada por Helena Amaral. Tem filmagens em Lisboa, Oeiras, Cascais e Arrábida.
Conta com as participações de São José Lapa, Rita Pereira, Fernanda Serrano, Sara Barradas e Joana Seixas nos papéis principais da trama.

## Sinopse
Ana Margarida Rosa Lobo (São José Lapa) uma atriz em fim de carreira com 70 anos, sente que cumpriu um ciclo e acredita que tem de aproveitar os anos de vida que lhe restam, e com isso, sem dar explicações a ninguém decide terminar o seu casamento de cinco décadas com Sérgio (Fernando Rodrigues). Ana quer é viver! Fruir uma liberdade que nunca experimentou pondo os seus desejos, os seus interesses e os seus sonhos em primeiro lugar.
A decisão de Ana pedir o divórcio a Sérgio provoca uma reviravolta na vida profissional e pessoal das suas quatro filhas, Maria (Rita Pereira), Natália (Fernanda Serrano), Olga (Sara Barradas) e Irene (Joana Seixas). Ela quer passar um legado para as filhas: nunca é tarde para mudar; nunca é tarde para ser feliz; nunca é tarde para aprender a amar e a valorizar-se. Cada novo dia como se fosse o último. Em cheio! Em pleno! E perante esta situação, a família vai ser testada ao limite e as quatro mulheres mudam a forma de olhar a vida, questionando as suas relações amorosas que também elas construíram.

## Elenco
| Ator/Atriz          | Personagem                       |
| ------------------- | -------------------------------- |
| São José Lapa       | Ana Margarida Rosa Lobo          |
| Fernanda Serrano    | Natália Rosa Lobo Andrade        |
| Joana Seixas        | Irene Rosa Lobo Amado            |
| Rita Pereira        | Maria Rosa Lobo Furtado          |
| Sara Barradas       | Olga Rosa Lobo Sidónio           |
| Fernando Rodrigues  | Sérgio Telles Lobo               |
| Diogo Infante       | Frederico Andrade                |
| Pedro Hossi         | Santiago Amado                   |
| Filipe Vargas       | José «Zé» Luís Furtado           |
| Tiago Felizardo     | Rodrigo Machado Sidónio          |
| Thiago Rodrigues    | Gabriel Menezes de Sousa         |
| Helena Isabel       | Graça Pires                      |
| Leonor Seixas       | Lúcia Vaz                        |
| Isaac Alfaiate      | Raúl Pires                       |
| Susana Arrais       | Sofia Pombeiro Vaz               |
| Liliana Santos      | Estrela Godinho / Luísa de Jesus |
| Miguel Flor de Lima | Pastor Dave Formosinho           |
| Cléo Malulo         | Ivanilda Costa                   |
| João Nunes Monteiro | Rómulo Pires                     |
| Filipa Pinto        | Liliana «Lili» Valente           |
| Margarida Corceiro  | Rita Vieira Menezes de Sousa     |
| João Gadelha        | Fábio Maurício                   |
| João Bettencourt    | Matias Lobo Andrade              |
| Diogo Carvalho      | Tomás Alcaide de Matos           |
| Henrique Mello      | Fernando Vaz                     |

### Participação especial
| Ator/Atriz        | Personagem     |
| ----------------- | -------------- |
| Rita Ribeiro      | Vera           |
| Miguel Guilherme  | Rodolfo        |
| Cucha Carvalheiro | Domingas Amado |

### Elenco infantil
| Ator/Atriz          | Personagem             |
| ------------------- | ---------------------- |
| Tomás Sousa         | Francisco Lobo Furtado |
| Madalena Vicente    | Constança Lobo Furtado |
| Salvador Pires      | Sebastião Lobo Amado   |
| Laura Seiça         | Beatriz Lobo Amado     |
| Laura Leite         | Matilde Lobo Cigala    |
| Sofia Cupido        | Leonor Lobo Sidónio    |
| Tomás Andrade       | Lourenço               |
| Gustavo Benza       | Raúl (criança)         |
| Luís Henrique Matos | Rómulo (criança)       |
| Beatriz Rosa        | Olga (criança)         |
| Matilde Serrão      | —                      |
| Matilde Serrador    | —                      |
| Melissa Matias      | Maria (criança)        |

### Elenco adicional
| Ator/Atriz            | Personagem             |
| --------------------- | ---------------------- |
| Rui M. Silva          | Carlos Miguel Vaz      |
| Duarte Melo           | Guilherme Pombeiro Vaz |
| Ana Cloe              | Susana Vieira          |
| Rui Gonçalves         | Tiago                  |
| Nélson Cabral         | Faustino               |
| Paula Luiz            | Verónica               |
| Catarina Sousa Campos | Cláudia                |
| Sandra José           | Carmen                 |
| Inês Lapa Lopes       | Ana Margarida (jovem)  |
| Nuno Casanovas        | Sérgio (jovem)         |
| Joana Brandão         | Filipa Batalha         |
| Lita Pedreira         | Mafalda                |
| Inês Aguiar           | Dora                   |
| Ana Mafalda           | Regina                 |
| Pompeu José           | Quim                   |
| Carolina Castelinho   | Elis                   |
| Diva O'Branco         | Teresa                 |
| Camila Cerqueira      | Lia                    |
| Lavínia Moreira       | Mãe da Lili            |
| Daniel Viana          | Lima                   |
| Vítor Alves da Silva  | Nuno Mesquitela        |
| Eric Santos           | Osvaldo                |
| Rui Luís Brás         | Dr. Ferro              |
| Sofia Nicholson       | Belicha                |

## Músicas
| Tema               | Intérprete(s)                      | Notas         |
| ------------------ | ---------------------------------- | ------------- |
| "Quero É Viver"    | Sara Correia                       | Tema genérico |
| "Rio d'Água"       | Syro e Gisela João                 | —             |
| "Amar Para Sofrer" | Marco Rodrigues                    | —             |
| "Não Me Importo"   | Carolina Deslandes                 | —             |
| "Facilitar"        | Beatriz Costa                      | —             |
| "Mesa Para Dois"   | Agir                               | —             |
| "Onde Vais"        | Bárbara Bandeira e Carminho        | —             |
| "Por Mim"          | Rita Guerra e João Paulo Rodrigues | —             |
| "Vou Lá Estar"     | Diana Lucas                        | —             |
| "Tu Ganhas Sempre" | Sara Correia                       | —             |
| "Coração de Pedra" | Mara                               | —             |

## Audiências
Na estreia, a 3 de janeiro de 2022, Quero é Viver foi líder e marcou 12.4 de audiência média e 25.5% de share, com cerca de 1 milhão e 179 mil espectadores, com um pico de 13.4/26.1%. Sendo a telenovela com mais espectadores numa estreia desde Festa é Festa.
No segundo episódio, Quero é Viver cresce em relação ao dia anterior e marcou 12.6 de audiência média e 25.0% de share, com cerca de 1 milhão e 189 mil espectadores. No seu melhor momento, logo no inicio, Quero é Viver dava à TVI um resultado de 14.0 de rating e 26.5% de share.
Em 2022, Quero é Viver foi vista por em média 749 mil espectadores.
Em 18 de março de 2023, o último episódio de Quero é Viver marcou 7.5 de audiência média e 20.8% de share com 720.900 espectadores. A telenovela bateu nos 9.0 de rating com 860.500 espectadores às 22h35. Já o pico em share foi de 24.6% às 00h14, sendo este um dos piores resultados de uma final de telenovela da TVI desde 2020.
| Média | Média     | Episódios exibidos | Rating | Share | Ref.   |
| ----- | --------- | ------------------ | ------ | ----- | ------ |
| 2022  | Janeiro   | 22                 | 9.8    | 21.9% | ...    |
| 2022  | Fevereiro | 20                 | 8.5    | ...   | [ 11 ] |
| 2022  | Março     | 23                 | ...    | ...   | ...    |
| 2022  | Abril     | 22                 | ...    | ...   | [ 12 ] |
| 2022  | Maio      | 24                 | ...    | ...   | [ 13 ] |
| 2022  | Junho     | 22                 | 8.5    | 20.4% | [ 14 ] |
| 2022  | Julho     | 20                 | 8.2    | 20.6% | [ 15 ] |
| 2022  | Agosto    | 23                 | 7.3    | 18.6% | [ 16 ] |
| 2022  | Setembro  | 23                 | ...    | ...   | [ 17 ] |
| 2022  | Outubro   | 22                 | ...    | ...   | ...    |
| 2022  | Novembro  | 22                 | ...    | ...   | ...    |
| 2022  | Dezembro  | 22                 | ...    | ...   | ...    |
| 2023  | Janeiro   | 24                 | ...    | ...   | ...    |
| 2023  | Fevereiro | 19                 | ...    | ...   | [ 18 ] |
| 2023  | Março     | 14                 | ...    | ...   | ...    |
| Total | Total     | 322                | ...    | ...   |        |

## Prémios e indicações
| Ano  | Prémio    | Categoria         | Resultado | Ref.   |
| ---- | --------- | ----------------- | --------- | ------ |
| 2022 | Rose d'Or | Melhor Telenovela | Indicado  | [ 19 ] |

## Emissão noutros canais e reposições
À data do primeiro trimestre de 2025, a telenovela está a ser exibida na TVI Internacional. 
Está a reposta pelo canal V+ desde 08 de abril de 2025, substituindo a novela colombiana Devuélveme la vida de segunda à sexta na faixa das 18:00, com horário alternativo a partir das 02:00. Adicionalmente, foi a primeira telenovela portuguesa a ser exibida nesta faixa, uma vez que desde a sua criação em agosto de 2024, somente obras internacionais foram transmitidas.